# St. Konrad (Landshut)

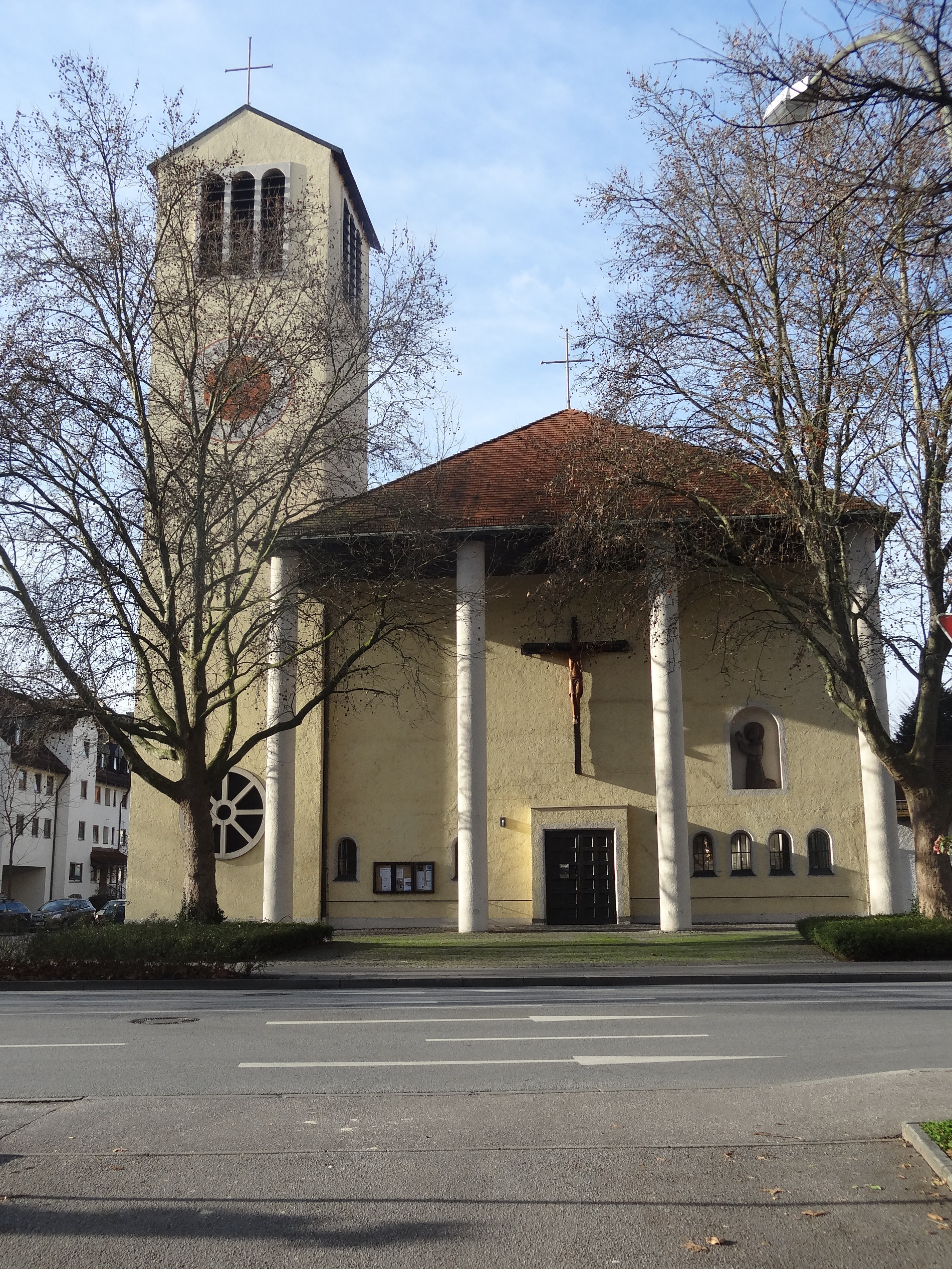
Außenansicht der Pfarrkirche St. Konrad

Die römisch-katholische Pfarrkirche St. Konrad (auch Konradkirche) in der niederbayerischen Bezirkshauptstadt Landshut ist ein moderner Kirchenbau, der 1950/51 nach den Plänen des Münchner Architekten Friedrich Ferdinand Haindl errichtet wurde. Kirchenpatron ist der heilige Bruder Konrad von Parzham (Gedenktag: 21. April).

## Lage
Da die Pfarrei St. Konrad links der Kleinen Isar liegt, gehört sie zum Bistum Regensburg. Der Pfarrsprengel von St. Konrad erstreckt sich über den Nordosten des Landshuter Stadtgebiets und umfasst unter anderem auch das Industriegebiet östlich der Bahnstrecke Landshut–Plattling. Außerdem gehören dazu Gebietsteile der Marktgemeinde Ergolding, deren geistlicher Mittelpunkt die 1996 geweihte Filialkirche St. Johannes im Ortsteil Piflas ist.

## Geschichte
Mit der Gründung des Städtischen Schlachthofs im Jahr 1906 begann der Aufschwung des sogenannten Schlachthofviertels beidseits der Regensburger Straße – das heutige Pfarrgebiet, das zuvor nur spärlich besiedelt war. Dieses gehörte damals zur Pfarrei St. Nikola. Dem dringenden Wunsch der Bewohner nach einer eigenen Kirche wurde 1939 mit ersten Planungen entsprochen, die aber durch den Zweiten Weltkrieg vorerst zurückgestellt werden mussten. Erst im Heiligen Jahr 1950, am 20. August, konnte der Grundstein für den Kirchenbau nach den Plänen des Münchner Architekten Friedrich Ferdinand Haindl gelegt werden. An Weihnachten 1951 wurde die neue Kirche benediziert und am 21. Mai 1952 von Erzbischof Michael Buchberger geweiht. Bereits am 2. Februar 1952 war St. Konrad samt dem Ergoldinger Ortsteil Piflas zur Pfarrei erhoben worden. 1957 kam noch die Siedlung Ergolding-West zum Pfarrsprengel hinzu.
1956 eröffnete die Pfarrei einen ersten, heute nicht mehr bestehenden Kindergarten am Auerweg im Industriegebiet. Im Folgejahr wurde neben der Pfarrkirche der Pfarrhof mit Pfarrbüro und -bücherei erbaut. Im Jahr 1975 eröffnete der heute noch bestehende Kindergarten St. Konrad gegenüber der Pfarrkirche. 1981 baute an die Pfarrkirche ein Pfarrheim mit Saal, Clubraum, Gruppenzimmern und Küche an. Im Jahr 1991 eröffnete der Kindergarten St. Johannes in Pfilas. Neben dem Kindergarten wurde 1995/96 die Filialkirche St. Johannes errichtet.
Die Konradkirche wurde zuletzt 2016 renoviert.

## Beschreibung

### Architektur
Die Architektur der 1952 geweihten Kirche folgt dem sich vom Historismus lösenden Kirchenbau der 1920er und 1930er Jahre und ist ein typischer Saalbau der Nachkriegszeit. Dieser ist jedoch entgegen der traditionellen Ostung nach Westen ausgerichtet. Das mit einem Satteldach gedeckte Langhaus besitzt zur Ostseite hin, die auch das Hauptportal enthält, eine bauhohe, tempelfrontartige Vorhalle. Diese ruht auf vier Rundstützen und ist seitlich an den eher niedrigen Glockenturm angelehnt, der gewissermaßen den südöstlichen Eckpfeiler des Gotteshauses bildet. Im Erdgeschoss des Turms befindet sich die Konradkapelle, die auf drei Seiten rosettenartige Fenster mit Glasmalereien besitzt. Ansonsten ist der Turm bis auf die Uhren und Schallöffnungen in den oberen Geschossen ungegliedert. Den Abschluss nach oben hin bildet ein Satteldach, das von einem Kreuz bekrönt wird. Auf der Westseite schließt sich an das Langhaus das Altarhaus an, das ebenfalls ein Satteldach hat. Dieses ist jedoch etwas höher als das Langhaus.
Das Innere ist von einer hohen Flachdecke mit Hohlkehle überspannt. Seitlich gliedern Wandpfeiler das Langhaus in sechs Joche, die durch zwei hohe, rundbogige Fenster je Seite beleuchtet werden. Auf der Ostseite befindet sich das Hauptportal, darüber ist die Orgelempore eingezogen. Des Weiteren gibt es noch ein Seitenportal, das auf der Südseite im dritten Joch von Osten angeordnet ist. Der durch eine vorstehende Wand leicht eingezogene Chor ist bühnenartig um acht Stufen erhöht und wird von fünf eng nebeneinander stehenden Fenstern mit Glasgemälden an der Stirnwand beleuchtet. In die Decke ist hier eine von außen nicht erkennbare Flachkuppel eingelassen, die ihr Licht aus zwei Fünfergruppen hoch angeordneter Fenster bezieht und so für eine zusätzliche Beleuchtung des Altarbereichs sorgt.

### Ausstattung
Die fünf Glasfenster an der Stirnwand des Chorraums, die der aus Landshut stammende Maler Willi Geiger im Jahr 1952 schuf, wirken wie die Bildtafeln eines gotischen Flügelaltares. Jedes der Fenster ist in vier übereinander angeordnete Felder eingeteilt. Diese sind insgesamt zeilenweise zu lesen. In der obersten Zeile ist links der Zisterzienserabt und Heilige Bernhard von Clairvaux zu sehen, der in einer Vision vom Gekreuzigten umarmt wird. Dies stellt einen Hinweis auf die Mutterpfarrei St. Nikola dar, die jahrhundertelang der Zisterzienserinnenabtei Seligenthal unterstellt war. Es folgen in den drei mittleren Fenstern (von links nach rechts) Darstellungen der theologischen Tugenden Glaube (Kreuz), Liebe (Herz) und Hoffnung (Anker). Ganz rechts folgt ein Bild des Kirchenpatrons Konrad von Parzham. In den drei übrigen Zeilen sind (von oben nach unten) des Geheimnisse des freudenreichen, schmerzhaften und glorreichen Rosenkranzes jeweils in der Reihenfolge, in der sie gebetet werden, dargestellt.
Der Altartisch aus Muschelkalk entstand im Jahr 1982 im Zuge der liturgischen Neugestaltung, die aufgrund des Zweiten Vatikanischen Konzils nötig geworden war. Der Altar stammt von der Münchner Künstlerin Christine Stadler und zeigt an der Vorderseite ein Bronzerelief des Emmausmahls. Hinter dem Altar befindet sich auf einem zweistufigen Podest die von dem Regensburger Künstler Jakob Helmer jun. stammende bronzene Tabernakelstele. Neben dem eigentlichen Tabernakel befinden sich gestiftete Rokokofiguren der Gottesmutter Maria (rechts) und des „Lieblingsjüngers“ Johannes (links). Von einem Radkreuz mit Korpus werden diese zur Kreuzigungsgruppe ergänzt.
Auf den beiden ehemaligen Seitenaltäre wurden im Zuge der Umgestaltung von 1982 siebenarmige Bronzeleuchter positioniert, deren mittlerer Arm je eine figürliche Darstellung enthält: links die Berufung Petri durch Christus zum „Menschenfischer“, rechts „Maria gravida“, die den Sohn Gottes unter ihrem Herzen trägt. Über den Leuchtern ist jeweils eine lebensgroße Schnitzfigur angebracht. Die linke stammt aus der im Zweiten Weltkrieg zerstörten Regensburger Obermünsterkirche und stellt – passend zum darunter platzierten Taufstein – Johannes den Täufer dar. Es handelt sich dabei um eine Figur aus dem frühbarocken Hochaltar der Kirche, welcher 1628 errichtet worden war. Die rechte Figur ist eine Mutter Gottes mit Jesuskind, die von der Oberammergau Bildhauer Hans Klucker nach einem spätgotischen Vorbild gefertigt wurde. Auf der rechten Langhausseite befindet sich außerdem eine Barockplastik der Maria Immaculata, die aus dem ersten Viertel des 18. Jahrhunderts stammt. Auf der linken Langhausseite ist am Wandpfeiler zwischen dem ersten und zweiten Joch die moderne Kanzel angebracht. Die vierzehn Kreuzwegstationen wurden 1960 von dem Bildhauer Friedrich Hirsch angefertigt.
Auch die Schnitzfiguren der ehemaligen Seitenaltäre stammen von Hirsch. Die Schutzmantelmadonna von 1953 wurde neben dem Hauptportal positioniert, der heilige Bruder Konrad als Freund der „kleinen Leute“ in der Konradkapelle im Erdgeschoss des Turmes. Die drei Fenster dieser Kapelle sind mit abstrahierenden Glasgemälde des Landshuter Malers Franz Högner aus dem Jahr 1952 versehen. Diese verweisen auf das Wirken des dreifaltigen Gottes – Gott Vater als Schöpfer, Gott Sohn als Erlöser, Gott Heiliger Geist als Heiler.
Ein Charakteristikum der Kirche sind die zahlreiche Stuckreliefs von 1952. In der Flachkuppel des Altarhauses ist das Lamm der Offenbarung auf dem Buch mit den sieben Siegeln dargestellt. An der Langhausdecke sind die acht Seligpreisungen Jesu aus der Bergpredigt (Mt 5,3-11 ) rund um ein Medaillon mit einer Darstellung der heiligen Dreifaltigkeit angeordnet. Am Kanzelkorb sind die vier Evangelisten Matthäus, Markus, Lukas und Johannes zu sehen, an der Emporenbrüstung die sieben Sakramente Taufe, Firmung, Eucharistie, Buße, Ehe, Priesterweihe und Krankensalbung.

### Orgel
Die erste eigens für die Konradkirche geschaffene Orgel wurde 1956 von dem Orgelbauer Michael Weise aus Plattling errichtet. Sie umfasste anfangs 39 klingende und insgesamt 41 Register auf drei Manualen und Pedal. Im Laufe der Zeit wurde sie auf insgesamt 44 Register erweitert. Das Kegelladeninstrument mit elektropneumatischen Spiel- und Registertrakturen und freistehendem Spieltisch befand sich lange in einem sehr schlechten Zustand und wurde daher 2013 als nicht erhaltenswert eingestuft.
| I Hauptwerk C–g3 |               |        |
| 1.               | Grobgedackt 0 | 16′    |
| 2.               | Principal     | 08′    |
| 3.               | Nachthorn     | 08′    |
| 4.               | Octave        | 04′    |
| 5.               | Rohrflöte     | 04′    |
| 6.               | Quinte        | 02 ⁄3′ |
| 7.               | Octave        | 02′    |
| 8.               | Mixtur V      | 01 ⁄3′ |
| 9.               | Trompete      | 08′    |

| II Brustwerk C–g3 |                   |       |
| 10.               | Singend Gedackt 0 | 8′    |
| 11.               | Spitzflöte        | 4′    |
| 12.               | Principal         | 2′    |
| 13.               | Superquinte       | 1 ⁄3′ |
| 14.               | Cimbel III        |       |
| 15.               | Schalmei          | 4′    |

| II Kronwerk C–g3 |               |     |
| 16.              | Kupferflöte 0 | 8′0 |
| 17.              | Pommer        | 4′  |
| 18.              | Waldflöte     | 2′  |
| 19.              | Paletta III   |     |
| 20.              | Musette       | 8′  |

| III Positiv C–g3 |               |         |
| 21.              | Rohrgedeckt   | 16′     |
| 22.              | Weidenpfeife0 | 08′     |
| 23.              | Engprincipal  | 04′     |
| 24.              | Blockflöte    | 04′     |
| 25.              | Nasard        | 02 ⁄3′  |
| 26.              | Schwiegel     | 02′     |
| 27.              | Terzflöte     | 01 3⁄5′ |
| 28.              | Octävlein     | 01′     |
| 29.              | Scharf V      | 01′     |
| 30.              | Dulcian       | 16′     |
| 31.              | Oboe          | 08′     |
|                  | Tremulant     |         |

| Pedal C–f1 |                      |         |
| 32.        | Principal            | 16′     |
| 33.        | Subbaß               | 16′     |
|            | Zartbaß (= Nr. 1)    | 16′     |
| 34.        | Octave               | 08′     |
| 35.        | Gedackt              | 08′     |
| 36.        | Choralbaß            | 04′     |
| 37.        | Flachflöte           | 02′     |
| 38.        | Hintersatz IV0       | 02 ⁄3′0 |
| 39.        | Posaune              | 16′     |
|            | Dulcian (= Nr. 30) 0 | 16′     |

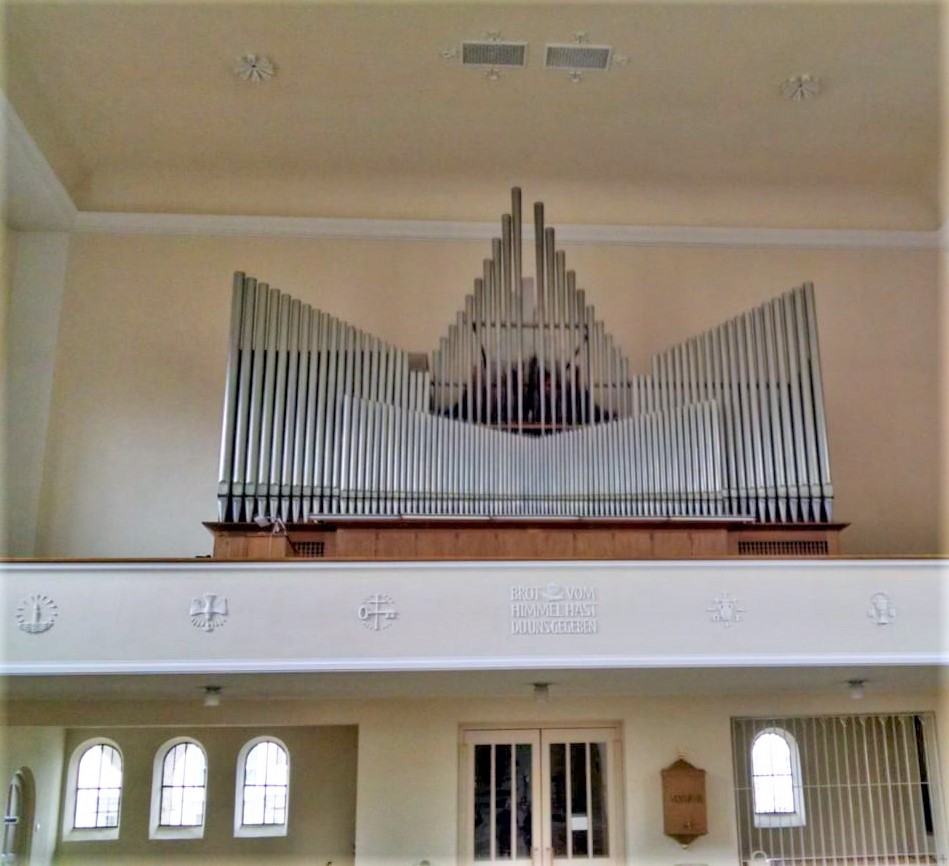
Weise-Orgel von 1956

- Koppeln: II/I, III/I, III/II, I/P, II/P, III/P
- Spielhilfen: 2 freie Kombinationen, Tutti, Crescendowalze, Zungeneinzelabsteller, Zungen ab
- Anmerkungen (A)

1. ↑  mit Septimenchor

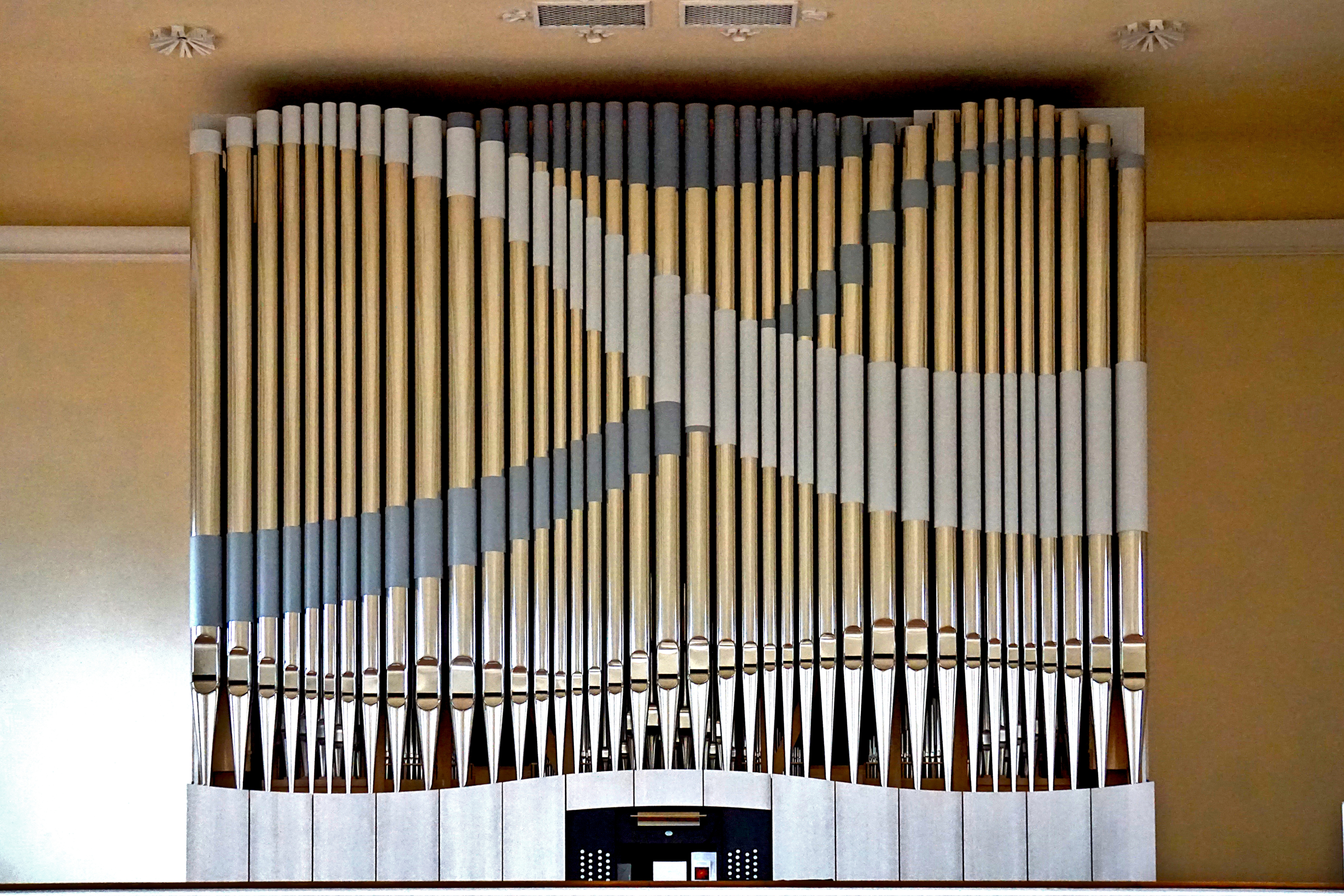
Klais-Orgel von 2022

Im Februar 2021 wurde die Weise-Orgel von dem saarländischen Orgelbauer Thomas Gaida abgebaut. Gut erhaltene Teile der alten Orgel möchte dieser im Rahmen von Orgel-Instandsetzungen einer neuen Nutzung zuführen. Zuvor war bereits eine neue Orgel für knapp 997.000 Euro bei der Firma Johannes Klais Orgelbau in Bonn in Auftrag gegeben worden. Diese wurde 2021/22 in der Konradkirche aufgebaut. Trotz des neuen Erscheinungsbildes orientiert sie sich in ihren Dimensionen an der alten Orgel. Es wurde wiederum ein Freipfeifenprospekt realisiert, wobei die mittleren Prospektpfeifen zum Praestant 16′ aus dem Hauptwerk, die äußeren zum Principal 16′ aus dem Pedal gehören. Das Schleifladeninstrument mit 45 klingenden und insgesamt 46 Registern auf drei Manualen und Pedal hat mechanische Spiel- und elektrische Registertrakturen. Von  den insgesamt 3150 Pfeifen sind 2844 aus verschiedenen Zinnlegierungen und 306 aus Holz. Es wurde am 22. Mai 2022, einen Tag nach dem 70. Weihejubiläum der Konradkirche, von Abt Wolfgang Maria Hagl aus dem Kloster Metten geweiht.
Die Disposition lautet wie folgt:
| I Hauptwerk C–a3 |                   |        |
| 01.              | Praestant         | 16′    |
| 02.              | Principal         | 08′    |
| 03.              | Concertflöte      | 08′    |
| 04.              | Salicional        | 08′    |
| 05.              | Bordun            | 08′    |
| 06.              | Octave            | 04′    |
| 07.              | Hohlflöte         | 04′    |
| 08.              | Quinte            | 02 ⁄3′ |
| 09.              | Superoctave       | 02′    |
| 10.              | Mixtur V          | 01 ⁄3′ |
| 11.              | Cornet V (ab c1)0 | 08′    |
| 12.              | Trompette         | 08′    |
|                  | Tremulant         |        |
|                  | Windregulierung   |        |

| II Positiv C–a3 |                 |        |
| 13.             | Principal       | 8′     |
| 14.             | Doppelgedackt 0 | 8′     |
| 15.             | Dulciana        | 8′     |
| 16.             | Octave          | 4′     |
| 17.             | Rohrflöte       | 4′     |
| 18.             | Nasard          | 2 ⁄3′  |
| 19.             | Doublette       | 2′     |
| 20.             | Terz            | 1 3⁄5′ |
| 21.             | Larigot         | 1 ⁄3′  |
| 22.             | Scharff IV      | 1 ⁄3′  |
| 23.             | Clarinette      | 8′     |
|                 | Tremulant       |        |
|                 | Windregulierung |        |

| III Schwellwerk C–a3 |                       |        |  |
| 24.                  | Bourdon               | 16′    |  |
| 25.                  | Flûte harmonique      | 08′    |  |
| 26.                  | Viole de Gambe        | 08′    |  |
| 27.                  | Voix céleste (ab c0)  | 08′    |  |
| 28.                  | Cor de nuit           | 08′    |  |
| 29.                  | Prestant              | 04′    |  |
| 30.                  | Flûte octavin         | 04′    |  |
| 31.                  | Octavin               | 02′    |  |
| 32.                  | Cornet d'echo (ab c1) | 02 ⁄3′ |  |
| 33.                  | Plein de jeu V        | 02 ⁄3′ |  |
| 34.                  | Basson                | 16′    |  |
| 35.                  | Trompête harmonique0  | 08′    |  |
| 36.                  | Hautbois              | 08′    |  |
| 37.                  | Clairon harmonique    | 04′    |  |
|                      | Tremulant             |        |  |
|                      | Windregulierung       |        |  |

| Pedal C–f1 |                                     |      |  |
| 38.        | Untersatz (C–H, ab c0 aus Nr. 40) 0 | 32′  |  |
| 39.        | Principal                           | 16′  |  |
|            | Violon (= Nr. 30)                   | 16′  |  |
| 40.        | Fürbaß                              | 16′0 |  |
| 41.        | Octav                               | 08′  |  |
| 42.        | Gedacktbass                         | 08′  |  |
| 43.        | Superoctave                         | 04′  |  |
| 44.        | Bombarde                            | 16′  |  |
| 45.        | Basstrompete                        | 08′  |  |
|            | Windregulierung                     |      |  |

- Koppeln:
  - Normalkoppeln: II/I, III/I, III/II, I/P, II/P, III/P
  - Suboktavkoppel: III
  - Superoktavkoppeln: III, III/P
- Effektregister: General-Windregulierung, Pauke 1, Pauke 2, Landshuter Hochzeitsmarsch (programmierbare Selbstspielmelodie im Schwellwerk)
- Anmerkungen (B)

1. ↑  eigentlich Subbass; Widmung an Christiane Fürbaß, langjährige Organistin der Konradkirche, hat bei der Erstellung der Disposition für die Klais-Orgel mitgewirkt

Seit dem Jahr 2019 besitzt die Kirche zusätzlich eine Truhenorgel des Heidelberger Orgelbauers Johannes Kircher.

### Glocken
Im Turm der Konradkirche befindet sich ein sechsstimmiges B-Dur-Geläut von der Landshuter Glockengießerei Johann Hahn. Die vier größeren Glocken wurden 1961 gegossen, während die zwei kleineren bereits 1952 angeschafft worden waren. Die Glocken im Einzelnen sind:
| Nr. | Name                 | Gussjahr | Gießer                | Gewicht [kg] | Schlagton |
| --- | -------------------- | -------- | --------------------- | ------------ | --------- |
| 1.  | Christusglocke       | 1961     | Johann Hahn, Landshut | 2741         | b0        |
| 2.  | Marienglocke         | 1961     | Johann Hahn, Landshut | 1825         | c1        |
| 3.  | Gabrielsglocke       | 1961     | Johann Hahn, Landshut | 1294         | d1        |
| 4.  | Johannesglocke       | 1961     | Johann Hahn, Landshut | 820          | f1        |
| 5.  | Bruder-Konrad-Glocke | 1952     | Johann Hahn, Landshut | 600          | g1        |
| 6.  | Josefiglocke         | 1952     | Johann Hahn, Landshut | 271          | b1        |